# Kemény Tibor
Kemény Tibor, (Budapest, 1913. március 5. – Budapest, 1992. szeptember 25.) válogatott labdarúgó, csatár.

## Pályafutása

### Klubcsapatban
1928-tól játszott a Ferencvárosban. 1933-ban mutatkozott be az első csapatban. Kétszeres magyar bajnok, egyszeres magyar kupagyőztes és Közép-európai kupagyőztes. A Fradiban összesen 202 mérkőzésen szerepelt (100 bajnoki, 99 nemzetközi, 3 hazai díjmérkőzés) és 100 gólt szerzett (44 bajnoki, 56 egyéb). 1940-től a Gamma FC labdarúgója lett, ahol visszavonulásáig, 1946-ig szerepelt.

### A válogatottban
1933 és 1939 között 9 alkalommal szerepelt a magyar válogatottban. Tagja volt az 1934-es olaszországi világbajnokságon részt vevő csapatnak, amellyel a hatodik helyen végzett.

## Edzőként
1947 nyarától egy évig a Magyar Textil edzője volt. Ezután a Gázgyár edzéseit irányította. 1950 januárjától a Magyar Pamut csapatát vette át. Áprilisban a Dózsa edzőjének nevezték ki.
1955 februárjában a Bp. Vörös Lobogó edzőjének nevezték ki. 1956 elejétől a Dorog edzője volt. Ezután Görögországban dolgozott. 1959-ben a Vasas Dinamónál trénerkedett. Az 1960-as évek elején Ghánában tevékenykedett. 1962-től 1963 végéig a Szekszárdi Dózsa edzője volt. 1964-ben az Ózdi Vasas csapatáért felelt. A következő évben a Szombathelyi Haladás, majd júniustól az Egri Dózsa csapatát irányította. 1966 nyarán a Miskolci VSC edzője lett. 1968-tól a lengyel Zagłębie Sosnowiec csapatát készítette fel. 1970–1971-ben a Tapolcai Bauxitbányász trénere volt.

## Sikerei, díjai

### Játékosként
- Világbajnokság
  - 6.: 1934 - Olaszország
- Magyar bajnokság
  - bajnok: 1933–34, 1937–38
  - 2.: 1934–35, 1936–37, 1938–39
  - 3.: 1935–36
- Magyar kupa
  - győztes: 1935
- Közép-európai kupa
  - győztes: 1937
  - döntős: 1938, 1939
- az FTC örökös bajnoka: 1974

### Edzőként
- Közép-európai kupa
  - győztes: 1955

## Statisztika

### Mérkőzései a válogatottban
| Magyarország | Magyarország         | Magyarország                    | Magyarország  | Magyarország | Magyarország  | Magyarország   | Magyarország | Magyarország |
| #            | Dátum                | Helyszín                        | Hazai         | Eredmény     | Vendég        | Kiírás         | Gólok        | Esemény      |
| ------------ | -------------------- | ------------------------------- | ------------- | ------------ | ------------- | -------------- | ------------ | ------------ |
| 1.           | 1933. október 1.     | Bécs, Hohe Warte                | Ausztria      | 2 – 2        | Magyarország  | barátságos     | -            |              |
| 2.           | 1933. október 22.    | Budapest, Üllői úti pálya       | Magyarország  | 0 – 1        | Olaszország   | Európa-kupa    | -            |              |
| 3.           | 1934. április 15.    | Bécs, Hohe Warte                | Ausztria      | 5 – 2        | Magyarország  | barátságos     | -            |              |
| 4.           | 1934. április 29.    | Prága                           | Csehszlovákia | 2 – 2        | Magyarország  | Európa-kupa    | -            |              |
| 5.           | 1934. május 10.      | Budapest, Üllői úti pálya       | Magyarország  | 2 – 1        | Anglia        | barátságos     | -            |              |
| 6.           | 1934. május 31.      | Bologna (ITA)                   | Ausztria      | 2 – 1        | Magyarország  | vb-negyeddöntő | -            |              |
| 7.           | 1936. május 3.       | Budapest, Hungária körúti pálya | Magyarország  | 3 – 3        | Írország      | barátságos     | -            |              |
| 8.           | 1937. szeptember 19. | Budapest, Hungária körúti pálya | Magyarország  | 8 – 3        | Csehszlovákia | barátságos     | -            |              |
| 9.           | 1937. október 10.    | Bécs, Práter-stadion            | Ausztria      | 1 – 2        | Magyarország  | Európa-kupa    | -            |              |
|              | Összesen             |                                 |               | 9            | mérkőzés      |                | 0            | gól          |